# استاری کالکاش
استاری کالکاش (انگلیسی: Stary Kalkash) یک شهرک در شهرستان استرلیباشفسکی استان باشقیرستان کشور روسیه است.